# غاز نیوزیلند
غاز نیوزیلند (نام علمی: Cnemiornis) نام یک سرده از تیره مرغابیان است.